# Olivier Speltens
Olivier Speltens (Uccle, 11 dicembre 1971) è un fumettista belga.

## Biografia
Belga di lingua francofona, con studi artistici alle spalle si dedica al fumetto come disegnatore, dopo alcune serie con altri autori pubblica con l'editore svizzero Pasquet L'armée de l'ombrein cui si occupa anche di testi e sceneggiatura che viene poi pubblicata anche in Francia e in Italia.

## Opere

### Fumetti
In Italia sono stati pubblicati i volumi:
Ciclo: Il fronte orientale L'armée de l'ombre
- 1 – L'inverno russo - L'Hiver russe (2012)
- 2 - Il risveglio del gigante - Le Réveil du géant (2014)

pubblicati in Italia nel Volume: Historica - Il fronte orientale - La battaglia di Kursk, (Mondadori 2016), ISBN 9788877599063
- Vol. 3 - Terra bruciata - Terre brulée (2015)
- Vol. 4 - Eravamo uomini - Nous étions des hommes (2016)

pubblicati in Italia nel Volume: Historica - Il fronte orientale - Terra bruciata, (Mondadori 2017), ISBN 9788869264399
Afrikakorps. Pubblicato da Editoriale Cosmo (serie blu) in un unico volume contenente tutti e tre i racconti di questo ciclo in data Luglio 2024.